# 불광천
불광천(佛光川)은 대한민국 서울특별시 북서부에 있는 하천으로 은평구·서대문구·마포구에 걸쳐 흐른다. 삼각산 비봉에서 발원하여 서울 은평구 불광동을 기점으로 역촌, 응암, 증산, 북가좌, 성산동을 거쳐 흐른다. 본래는 한강의 제1지류로, 난지도로 유입되었으나 하천 정비로 홍제천에 합류 후 제2지류가 되어 한강으로 흘러 들어간다. 불광동으로 이어지는 강 상류는 복개구간이며, 응암역 신사오거리부터 강이 드러난다.
현재 불광천의 길이는 9.21km이다. 비가 와야 물이 흐르는 건천(乾川)인 불광천은 한때 쓰레기와 악취로 가득했지만, 2002년 오수방지시설을 설치하고 지하수를 끌어올려 물이 흐르게 함으로써 자연 하천으로 탈바꿈했다.

## 이름
불광천은 불광동(佛光洞) 지명의 유래와 같이 인근 불광사(佛光寺)에서 이름을 따왔다. 또 다른 이름으로는 연신내, 연서내, 까치내 등이 있으며, 한자로 연서천(延曙川)이라고도 하였다. 수도권 전철 3호선과 서울 지하철 6호선의 환승역인 연신내역은 여기서 유래된 이름이다.
연신내라는 이름은 역촌동이 마을 동쪽에 위치한 산에 가려져서 새벽(曙)을 늦게(延) 맞이하는 곳이라고 한데서 유래된 이름이다. 조선 인조반정 때 거사에 참여하기로 한 장단부사 이서(李曙)가 약속 장소인 이곳에 늦게 도착한 다음에 능양군(綾陽君, 인조)이 신하를 늦게 맞이한 곳이라고 하여 영서천(迎曙川)이라고 부르기도 한다. 불광동에서는 연서내, 증산동에서는 까치내로 각각 불렸다.

## 역사
불광천에 대한 직접적인 자료는 없지만, 겸재 정선의 작품을 통해 주변지역을 확인할 수 있다. 불광천은 예부터 모래내, 홍제천과 맞닿아 한강으로 흘러들었다. 이곳은 지금의 수색, 화전 지역이며 이 곳은 저지대였다. 이러한 지형적 특성으로 당시 한강 폭이 넓어지는 것처럼 보였는데, 이 모양이 호수처럼 넓어 보인다 하여 서호(西湖)라고 불렀다. 서호지역과 반대편 안양천은 한강에 흙모래를 잔뜩 실어 왔는데 결국 이 곳에 모래섬이 생기게 되는데 지금의 난지도다.

## 재탄생
건천이던 불광천은 도시가 생겨난 후 생태하천으로서 역할을 전혀 하지 못했다. 반전은 월드컵이었다. 2002 한일 월드컵은 불광천을 생태하천으로 거듭나게 했다. 2002 한일월드컵을 앞두고 서울시는 경기장 일대 불광천, 홍제천을 자연 생태하천으로 복원하기로 한다.그 당시 도심 속 생태하천 조성이 크게 유행했다. 생태하천 복원 작업은 서울 전 지역에서 이루어졌는데, 불광 홍제천을 포함하여 창릉천, 중랑천, 탄천 등도 생태하천으로 복원 대상이었다. 지금 서울의 랜드마크로 자리잡은 청계천은 이런 서울시의 하천복원 프로젝트의 화룡점정이라 할 수 있다(참고로 청계천 복개 작업은 월드컵이 끝난 다음 해인 2003년 7월 1일, 고가도로 철거로 시작했다).
1999년 11월, 불광천 복원 계획이 발표된다. 당시 목표는 ‘불광천을 포함해 상암동 월드컵 경기장 부근 난지천, 홍제천을 2002한일 월드컵 개최이전까지 생태지구로 조성하는 것’이었다. 이 계획은 2000년 9월까지 전체적인 도시 설계 방향을 설정한 후 월드컵 이전까지 공사 작업을 마무리 하는 과정이었다. 도시를 디자인 하는 것 치고는 조금 갑작스러웠는지 계획 수립 단계에서 우려가 쏟아져 나오기도 했다. 당시 불광천을 ‘갈대가 우거지고 물고기가 노니는 자연형 생태하천으로 조성하려 했는데, 하천정비 후 안정화 기간 등을 포함하면 공기에 맞추기에 시간적 여유가 부족하다는 지적이 나오기 했다.

### 생태하천
당시 불광천 정비와 관리방식은 치수 위주였다. 생태하천 복원은 자연환경 보전과 친수환경 조성을 병행하는 방향으로 진행됐다. 자생식물 군락지 조성 사업을 통해 악취를 줄였고, 수질개선, 정화기능을 통해 스스로 자생하는 불광천으로 거듭났다. 물길을 곡선형으로 만들어 유속을 일정하게 유지하고, 물고기가 서식할 수 있는 환경을 제공했다. 건천(乾川)이었던 불광천은 연신내역 등 주변 4개 지하철 역사에서 배출되는 지하수와 독바위 골의 계곡수 등을 끌어들여 조성했다. 지금 연신내 옆 앞에는 물빛공원이 조성되어 있는데, 이 역시 불광천 하천 복원과 함께 조성됐다. 역 앞 녹지대 4백 25평에 통일로를 연상할 수 있도록 “일출형 분수”와 소나무 동산 등을 건설했다. 여기서 사용된 수경시설의 물이 불광천으로 흘러가는 것이다. 참고로 당시 연신내역 앞 공원조성은 여의나루역과 함께 추진됐으며 두 곳 모두 ‘물빛공원’이라는 이름을 공유하고 있다.

### 산책로&자전거길
도심 하천으로서 계획을 완성한 후 불광천은 시민들의 휴식공간으로 변모하기 시작한다. 1998년 8월 불광천을 비롯한 10개 지천에 자전거도로를 설치하고 이를 한강까지 연결하는 자전거도로망 계획이 수립된다. 이 계획은 2001년 말까지 마무리하는 것을 목표로 했다. 당시 하천변 자전거도로 총 길이는 106.043km였고 이를 2001년 상반기까지 152.544km로 늘리기로 했다. 당시 불광천은 안양천, 홍제천, 도림천, 양재천, 성내천과 함께 2000년 말까지 지천의 기존 자전거도로를 한강과 연결시키기로 한다. 불광천은 현재 강 하류에서 홍제천과 만나 성산, 난지지구로 이어진다. 시간이 지나고 2002년 5월, 월드컵 개막을 한달여 앞두고 불광천 산책로가 완성된다. 불광천 하류방면에 한강까지 이어지는 산책로를 조성해 불광천 양쪽에 산책로가 조성된다.
시민들의 자전거도로 이용이 잦아지면서 불광천과 홍제천을 연결하는 다리를 개설하기로 한다. 2004년, 징검다리가 개설되면서 지금과 같은 불광천 하류의 형태가 완성된다.
2009년 은평구는 개청 30주년을 맞아 불광천을 대대적으로 정비했는데, 이때 자전거도로와 산책로가 확대, 분리된다. 그 전까지는 자전거와 산책로 구분이 없었다. 불광천을 애용하는 주민들이 늘면서 통행에 불편을 호소하는 주민들이 많았다. 구는 이 문제 해결을 위해 좌우 언덕을 이중계단화 작업, 자전거도로와 산책로를 높낮이로 분리하고 친환경 소재로 바닥을 깔았다. 당시 정비된 자전거와 산책로 구간은 총 3.9km다.

## 다리
- 해담는다리

해담는다리는 2004년 12월 착공했다. 기존 간이 교량을 철거한 후 8개월 만에 새로운 모습의 인도 교량으로 거듭났다. 목재바닥을 설치해 걸을 때 편안한 느낌을 주며, 두 개의 아치가 교차하듯 지나치는 교량 디자인이 꽤나 멋스럽다. 밤에는 150여 개의 조명이 교갹에 불을 밝히는데 이는 불광천에서 가장 볼만한 야경중 하나로 손꼽히며 출사객들의 야경 촬영장소로 인기가 많다. 특히 북한산 조망은 다리를 유명하게 하는 이유다. 해담는다리에 가면 북한산 11개 봉우리가 한눈에 들어온다. 도심에서 북한산의 자태를 눈으로 확인할 수 있는 몇 안되는 위치라 서울시 우수 조망 장소로 선정되어 있다. 날씨가 좋으면 11개 봉우리가 선명하게 보이며 대남문의 흔적까지 볼 수 있다.
- 레인보우교(두빛나래교로 명칭 변경)

레인보우교는 2009년에 준공된 다리다. 응암동과 신사동을 연결하고 있다. 총 26억 5천여 만 원이 다리 건설비용으로 투입됐다. 2005년 완공된 서대문구의 해담는다리 보다 큰 규모로 해담는다리의 19억보다 7억원 많은 금액이 투입된다.
다리 준공 당시 부정적 반응이 쏟아졌다. 응암동과 신사동은 불광천을 사이에 끼고 있어 다리가 없을 경우 이동하기 불편한 지역이다. (큰 공사규모에 차량도로가 건설 되는 줄 알았던 시민들은 인도임을 알자 크게 당황했다고 한다.) 당시 레인보우교 옆에는 신호등도 없어 주민들은 다리로 가기 위해 신호등이 있는 곳까지 길을 돌아가야 했다. 구청은 2010년 신호등을 만들어 다리 접근성을 높였다.
다리 입구와 출구가 두 갈래로 나눠져 있고, 중간에서 만났다가 다시 벌어지는 X자 형태의 다리이다. 다리의 중간 부분은 인조 잔디가 깔려있고, 층계가 나눠져있어 앉을 수 있다.
- 와산교

은평구 응암제4동 592번지와 은평구 신사제2동 339번지 사이 불광천에 있는 다리다. 1969년에 처음 건설되었고, 1995년 도평건설에 의해 보수되었다. 이후 2005년 6월 이에스건설에 의해 기존 다리 폭 12m를 21m로 확장하였다. 길이는 60.4m이다.
- 신응교

은평구 응암제3동 583번지와 은평구 신사제2동 335번지 사이 불광천에 있는 다리이다. 신사동의 ‘신’자와 응암동의 ‘응’자를 따서 신응교라고 하였다. 폭 25m, 길이 60m로 1978년 12월 20일 명지건설에 의해 준공되었다. 이 다리 밑에는 판자로 된 간이 공간이 있는데, 주변 어르신들이 삼삼오오 모여 바둑과 장기를 즐기는 사랑방이 마련되어 있다. 지금은 신응교 옆에 '은평춘당'이라는 시설이 대체 목적으로 따로 마련되었다.

## 파급효과
- 벚꽃축제

불광천을 따라 벚꽃나무가 심어져 있다. 벚꽃이 피는 4월에는 불광천 벚꽃축제가 열린다. 2012년 첫 축제를 시작으로 2015년 4회 벚꽃축제가 열렸다. 벚꽃이 지고 나서는 시민들이 그늘에서 걸을 수 있는 그늘막 역할을 톡톡히 하고 있다. 
- 작은도서관 2012.02.10

2012년 2월 불광천 옆에 아트컨테이너로 제작된 작은도서관이 개관했다. 연면적 21m2, 열람석 10석이며 장서 2300여권을 갖추고 있다.
- ECO에너지테마파크

신재생에너지 특화사업은 서울시에서 저탄소 녹색성장 및 신재생에너지 보급확대를 위해 태양광등을 이용해 지역 내 랜드마크를 조성하는 사업으로 은평구에서는 '불광천 ECO 에너지 테마파크 조성사업'을 추진한다.

## 사진

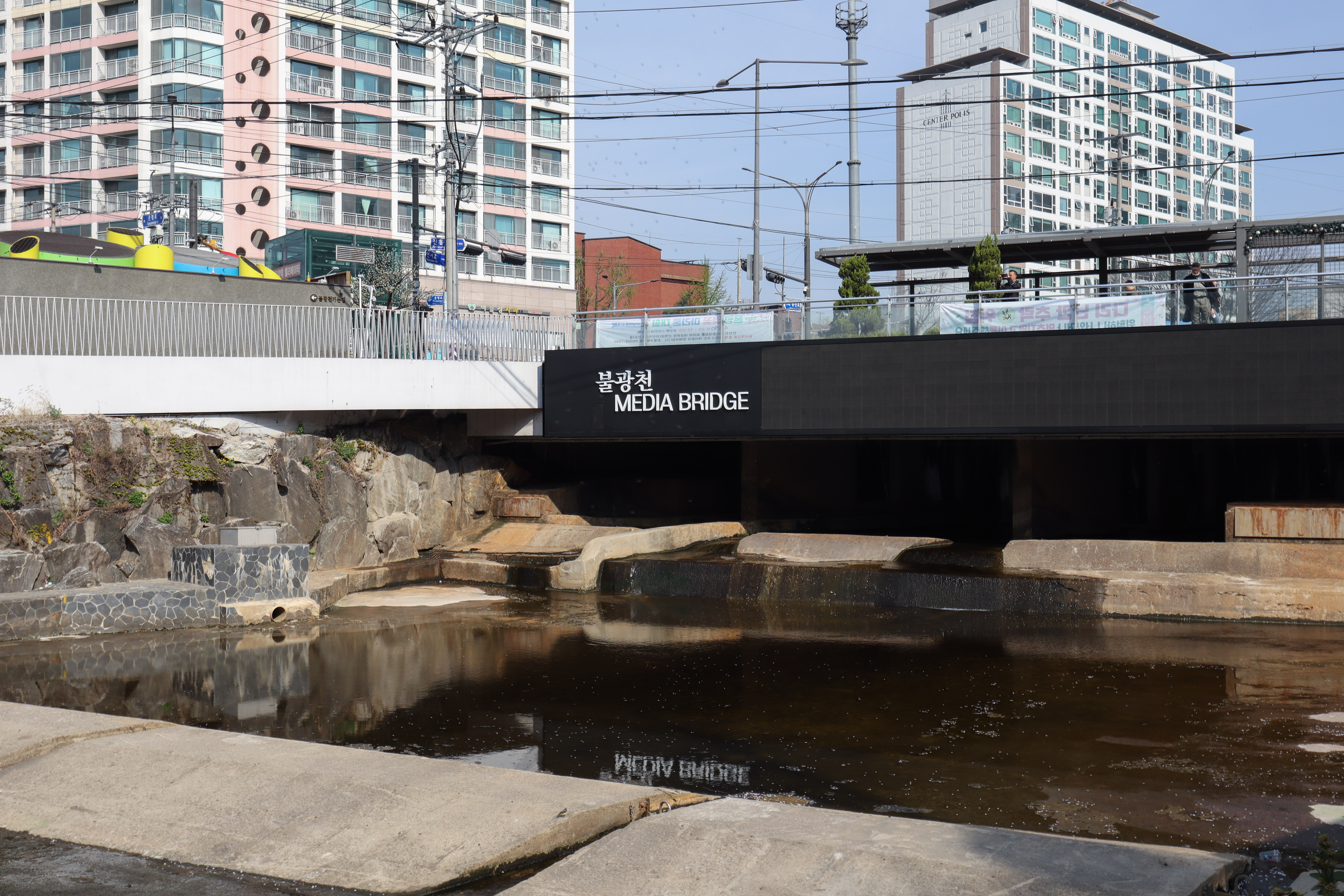
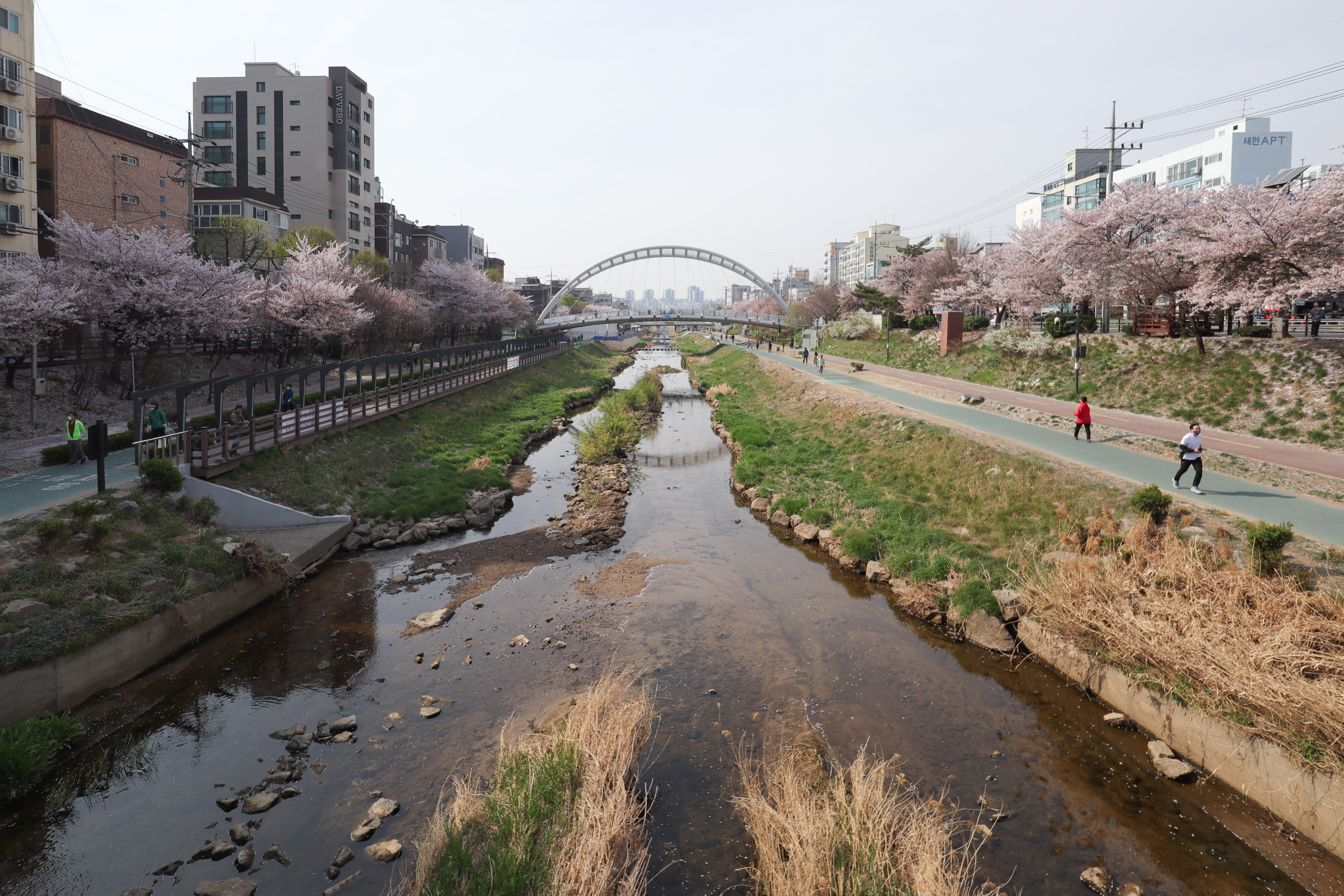
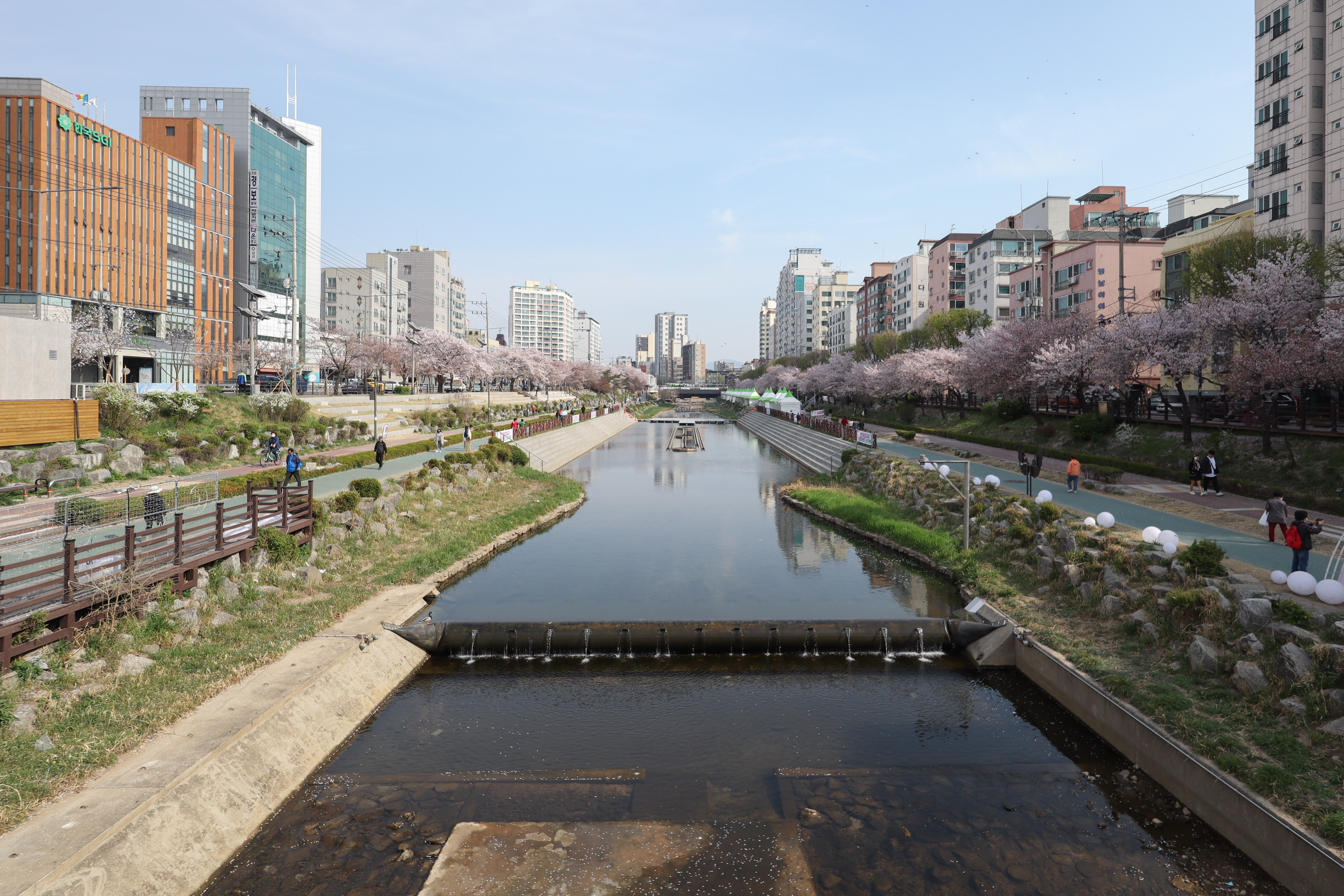
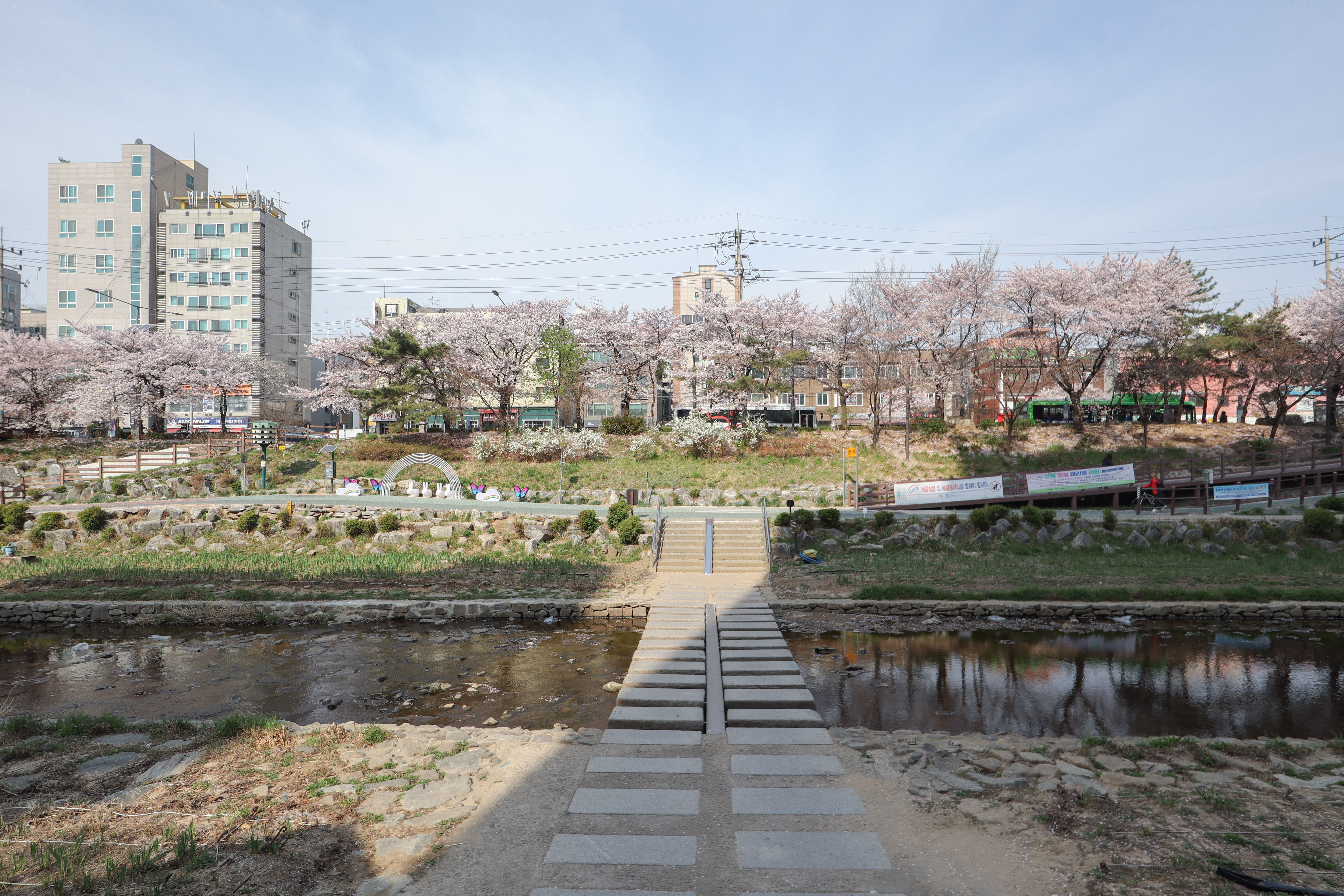
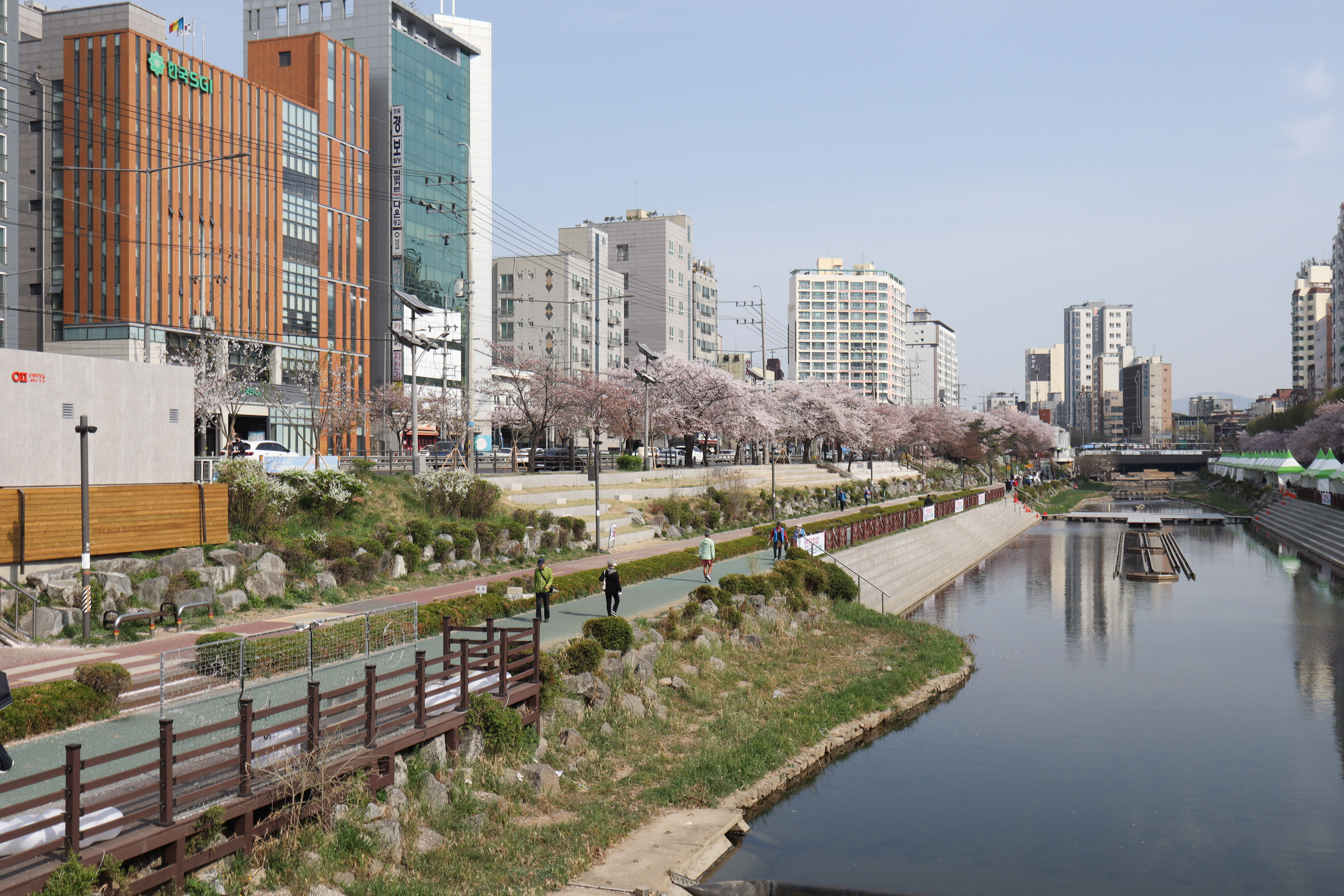
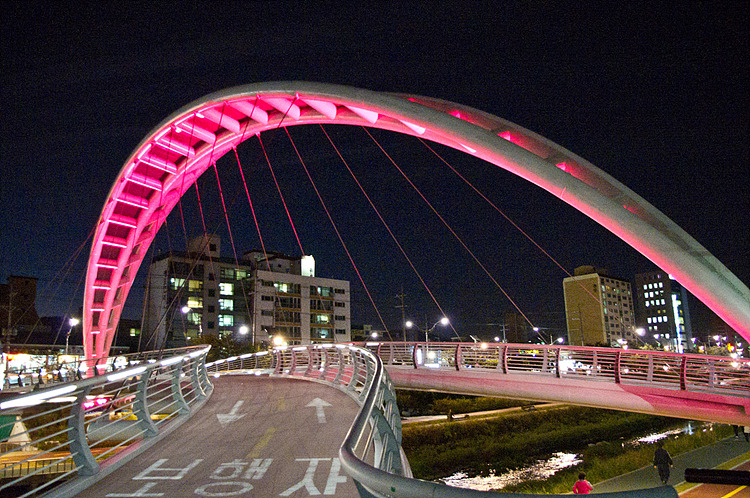
레인보우교
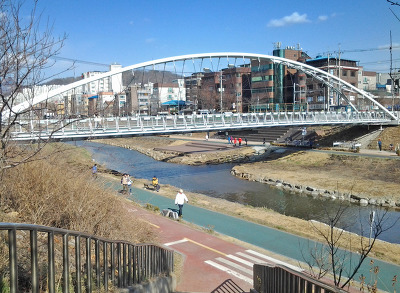
해담는 다리
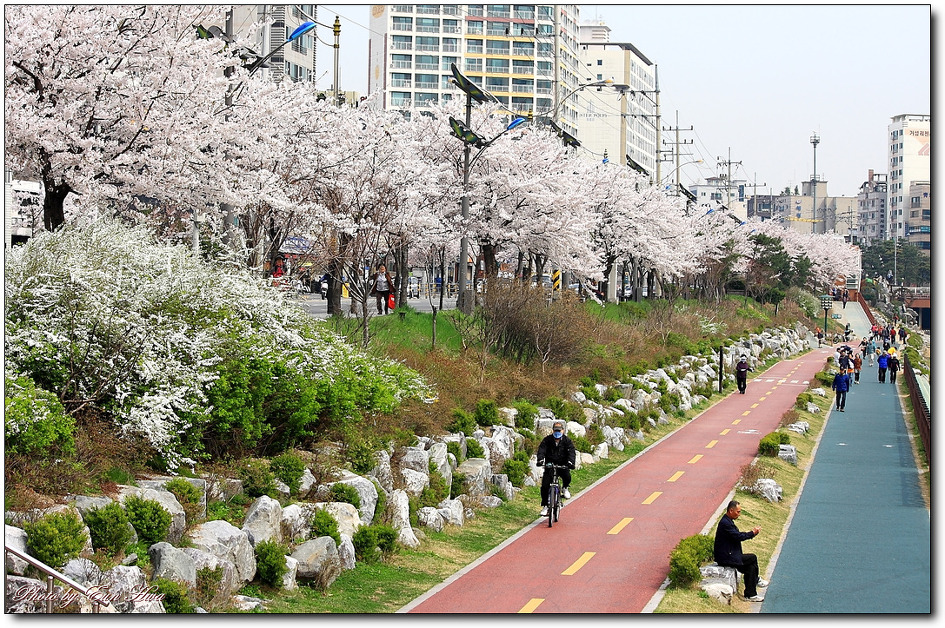
벚꽃
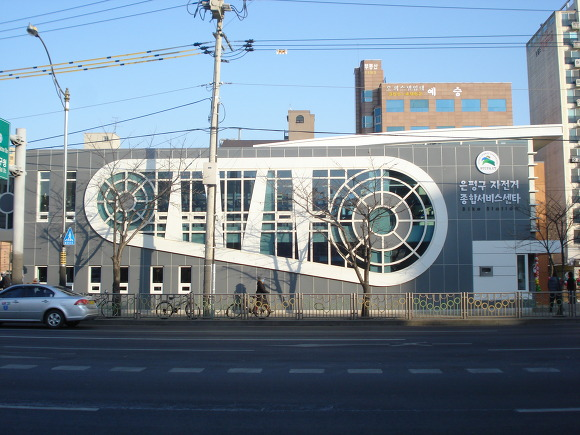
응암자전거보관소(없어짐)
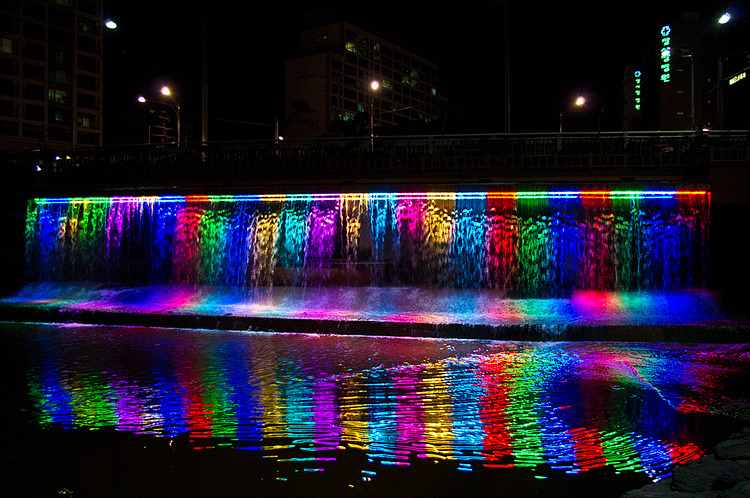
불광천 신사오거리

## 주변 지역
- 서울월드컵경기장
- 디지털미디어시티
- 월드컵공원
- 신촌
- 홍대

## 주변 교통

### 철도
- 6호선: 응암역, 새절역, 증산역, 디지털미디어시티역, 월드컵경기장역
- 인천국제공항철도: 디지털미디어시티역
- 경의중앙선: 디지털미디어시티역
- GTX-A: 연신내역

### 도로

#### 불광천변을 지나는 도로
- 증산로
- 불광천길
- 성중길
- 농수산시장로

#### 교량으로 불광천을 지나는 도로
- 내부순환로
- 월드컵로
- 월드컵북로
- 성암로
- 수색로
- 거북골로
- 증가로
- 응암로13길
- 가좌로
- 은평로